# Robert Craufurd
Robert Craufurd (Castello di Newark, 5 maggio 1764 – Ciudad Rodrigo, 23 gennaio 1812) è stato un militare britannico.
Nel 1793 fu spedito in Francia a combattere le truppe dei rivoluzionari francesi; richiamato in patria nel 1797, nel 1798 represse in Irlanda la sollevazione antibritannica.
Deputato dal 1801 al 1805, morì nell'assedio di Ciudad Rodrigo dopo aver combattuto a fianco di John Whitelocke a Buenos Aires.